# John McRae (homme politique britanno-colombien)
Pour les articles homonymes, voir John McRae et McRae.
John J. McRae (10 octobre 1864-30 septembre 1939) est un homme politique canadien de la Colombie-Britannique. Il est député provincial conservateur de la circonscription britanno-colombienne de Yale de 1920 à 1924.

## Biographie
Né à Maxwell dans le Canada-Est (Ontario), McRae est préfet du district de Kent pendant 20 ans.
Il meurt à Agassiz à l'âge de 74 ans.